# Lars-Inge Nilsson
Lars Inge Peter Nilsson, född 22 oktober 1953, är en svensk författare, översättare och bibliotekarie. Som översättare har han framför allt gjort sig känd som en kunnig översättare av modern tysk poesi, inte minst Paul Celans.

## Egna böcker
- Stenskugga (Alba, 1979)
- Stämband (Alba, 1981)
- Barockt (Alba, 1983)
- Tysk lyrik efter 1945 : en litteraturhistorisk översikt och en undersökning av denna lyriks förekomst på svenska folkbibliotek (Borås, 1985) (Specialarbete / Högskolan i Borås, Institutionen Bibliotekshögskolan)
- Vrakgods (Sveriges bokhistoriska förlag, 2006)

## Översättningar (urval)
- Paul Celan: Dikter (Ellerström, 1985)
- Peter Huchel: Främlingen går sin väg (Ellerström, 1988)
- Paul Celan: Dikter II (Ellerström, 1999)
- Søren Ulrik Thomsen: En dans på glosor : eftertankar kring den konstnärliga skapelseprocessen (Ellerström, 2001)
- Johannes Bobrowski: Skuggland (Ellerström, 2001)
- Mircea Cartarescu: En lycklig dag i mitt liv (översatt tillsammans med Dan Shafran) (Ellerström, 2008)
- Nelly Sachs, Paul Celan: Brev (Celans brev översatta av Nilsson, Sachs brev av Margaretha Holmqvist (Ellerström, 2011)
- Paul Celan: Den stora tidlösan : dikter i urval (Ellerström, 2011)
- Paul Celan: Meridian : samlad prosa (Ellerström, 2014)